# New Wrestling Entertainment
New Wrestling Entertainment (NWE, vorher Nu-Wrestling Evolution) ist eine seit 2005 existierende italienische Wrestling-Liga mit Sitz in Turin. Gegründet wurde NWE von dem Medienunternehmen Magnumgroup, aber seit 2006 gehört die Liga der Firma EmmeK Editore SRL. NWE ist in Italien Marktführer und steht mit an der Spitze der europäischen Ligen.

## Geschichte
2005 als reine Independent-Liga gegründet, versuchte NWE schnell, im kommerziellen Bereich Fuß zu fassen. Veranstaltete man anfangs nur in Italien, hat man später auch den Markt in Spanien entdeckt und veranstaltet dort vor bis zu 15.000 Zuschauern, wie beispielsweise im April 2008 in Madrid. Aufgrund des Erfolges in Spanien wurden im Jahre 2008 alle Shows ausschließlich dort veranstaltet. Ein Teil des Erfolgsrezeptes der Liga ist sicherlich die Verpflichtung aktueller und ehemaliger US-Wrestler, wie Rob Van Dam, Booker T, Warrior und anderer bekannter Personen aus Japan und Mexiko, welche auch Titel erhielten. Ein weiterer Grund für den Erfolg dürfte auch der aktuelle Booker der Liga sein. Dieser ist der dort selbst unter dem Namen Kishi als Wrestler antretende Rikishi, der durch seine vielfältigen Kontakte oft überraschende Verpflichtungen bekannter Berufskollegen erst ermöglicht.

### Höhepunkte
Für eine Sensation in der Wrestling-Welt sorgte die Liga, als der ehemalige WWF-Champion und Star des Marktführers World Wrestling Entertainment, Warrior, bei NWE das erste Mal nach über 10 Jahren wieder aktiv auftrat. Diesen ließ man zwar den Titel der Liga gewinnen, er gab ihn aber anschließend sofort wieder ab, da er kein Interesse an einem dauerhaften Comeback hatte. Sein Auftritt besorgte der Liga jedoch einen großen Bekanntheitsgrad in der Branche.